# Odonaspis siamensis
Odonaspis siamensis är en insektsart som först beskrevs av Takahashi 1942.  Odonaspis siamensis ingår i släktet Odonaspis och familjen pansarsköldlöss. Inga underarter finns listade i Catalogue of Life.